# Graue Reihe
Die Graue Reihe oder Ensikat-Reihe war eine Buchreihe im Taschenbuch-Format für Kriminalromane. Die Reihe wurde in der DDR im Verlag Das Neue Berlin verlegt, der nach der Wende durch die Eulenspiegel Verlagsgruppe übernommen wurde. Bis 1990 lagen 39 Titel vor, der letzte erschien kurz nach der Übernahme. Im Wesentlichen wurden bekannte, klassische Kriminalromane und -erzählungen wiederveröffentlicht, deren Urheberrecht abgelaufen war, wobei es für die Reihe typisch war, dass aus dem Impressum keinerlei Hinweis auf die originale Veröffentlichung oder – bei Übersetzungen – auf den Übersetzer der regelmäßig übernommenen und ebenfalls ungenannten originalen deutschsprachigen Veröffentlichung hervorging, auch wenn einzelne Werke durchaus noch dem Urheberrecht unterlagen. Es wurden meist ältere Übersetzungen überarbeitet, auf die dann oft im Nachwort hingewiesen wurde.
Die Einbandgestaltung der ersten 35 Bände wurde von Klaus Ensikat übernommen, die der letzten vier von Klaus Müller. Beide benutzten eine naturalistische Schwarz-Weiß-Zeichnung als Einband, deshalb die jeweiligen unter Sammlern gebräuchlichen Reihenbezeichnungen.
Schwerpunkt der Reihe waren klassische deutschsprachige Kriminalromane und -erzählungen, daneben aber auch Kriminalliteratur aus Frankreich, England und anderen Ländern.
Die Reihe erschien von 1971 bis 1990 in Pappbänden ohne Umschlag. Trotz des Wechsels des Einbandkünstlers wurde die Einbandgestaltung nie gewechselt, deshalb haben die Bände einen hohen Wiedererkennungswert.
In der Regel war den Ausgaben ein Nachwort beigefügt, so von Barbara Neuhaus oder Herbert Greiner-Mai. 
Beispiele für die Einbandgestaltung, links durch Klaus Ensikat, rechts durch Klaus Müller.

## Liste
| Jahre der Auflagen | Titel (Originaltitel) | Autor                                       | Bemerkungen                                     | Nachwort                     |
| ------------------ | --- | ------------------------------------------- | ----------------------------------------------- | ---------------------------- |
| 1971               | Der Fall Deruga | Ricarda Huch                                | Roman (1917)                                    | Herbert Greiner-Mai          |
| 1971/1985          | Die Geschichte des Diethelm von Buchenberg | Berthold Auerbach                           | Roman (1852)                                    | Hans Joachim Kruse (Vorwort) |
| 1973/1980/1988     | Der Fall Lerouge (L’affaire Lerouge) (Überarbeitung der Ausgabe von 1867 durch Karl Heinz Berger)                                                  | Émile Gaboriau                              | Roman (1863)                                    | Karl Heinz Berger            |
| 1973/1985          | Der Mondstein (The Moonstone) (Gekürzte Ausgabe der Übersetzung und Bearbeitung durch Günter Löffler)                                              | William Wilkie Collins                      | Roman (1868)                                    | Karl Heinz Berger            |
| 1975               | Die Tote von Beverly Hills | Curt Goetz                                  | Roman (1951)                                    | Karl Heinz Berger            |
| 1975/1987          | Colomba (Übersetzung: Alice Seiffert) | Prosper Mérimée                             | Roman (1840)                                    | Herbert Greiner-Mai          |
| 1976/1987          | Gabriel Lambert (eine ältere Übersetzung liegt zugrunde)                                                                                           | Alexandre Dumas                             | Roman (1844)                                    | Hans Jürgen Hartmann         |
| 1976/1987          | Das unlösbare Problem (The Insoluble Problem) (Übersetzungen: Heinrich Fischer, Clarissa Meitner, Dora Sophie Kellner Rudolf Nutt, Kamilla Demmer) | Gilbert Keith Chesterton                    | Erzählungen                                     | Karl Heinz Berger            |
| 1977/1989          | Pawel, der arme Teufel (Горемыка Павел) (Übersetzung: Franz-Anselm Bubna-Littitz)                                                                  | Maxim Gorki                                 | Roman (1894)                                    | Herbert Greiner-Mai          |
| 1978               | Das Geheimnis des Gelben Zimmers (Le mystère de la chambre jaune) (nach einer älteren Übersetzung von Klaus Walther bearbeitet)                    | Gaston Leroux                               | Roman (1907)                                    | Klaus Walther                |
| 1978/1988          | Der Efeu. Eine sardische Familientragödie (L’edera)                                                                                                | Grazia Deledda                              | Roman (1905)                                    | Irene Kruse                  |
| 1979               | Der Mord aus Zufall | Oskar Maria Graf                            | Erzählungen                                     | Herbert Greiner-Mai          |
| 1979               | Raffles als Richter (Mr Justice Raffles) (nach einer älteren Übersetzung bearbeitet von Klau Walther)                                              | Ernest William Hornung                      | Roman (1909)                                    | Klaus Walther                |
| 1983               | Monsieur Lecoq (Überarbeitung nach der Ausgabe von 1869 von Alice Berger)                                                                          | Émile Gaboriau                              | Roman (1869)                                    | Alice Berger                 |
| 1983               | Der Grenzjäger | Jakob Boßhart                               | Erzählungen                                     | Hans Joachim Kruse           |
| 1983               | Das Geld auf der Straße (Original: Get-rich-quick Wallingford, Übersetzer: Carl Adolf Bratter, beides im Impressum verschwiegen)                   | George Randolph Chester                     | Roman (1907, deutsch 1908)                      | Reinhard Lehmann             |
| 1983/1988          | Thérèse Raquin (Übersetzung: Werner Blochwitz) | Emile Zola                                  | Roman (1867)                                    | Hans Joachim Kruse           |
| 1984               | Maria Schweidler, die Bernsteinhexe | Wilhelm Meinhold                            | Roman (1843)                                    | Hans Joachim Kruse           |
| 1984               | Unter schwerer Anklage | Ludwig Anzengruber                          | Erzählungen                                     | Hans Joachim Kruse           |
| 1984               | John Jagos Geist (John Jago’s Ghost) (nach einer alten Übersetzung bearbeitet)                                                                     | William Wilkie Collins                      | Erzählungen                                     | ohne Nachwort                |
| 1984/1986          | Das Geheimnis des Fiakers (The Mystery of a Hansom Cab) (nach einer alten Übersetzung bearbeitet)                                                  | Fergus Hume                                 | Roman (1886)                                    | Hainer Plaul                 |
| 1985               | Menschenhasser | Dietrich Theden                             | Roman (1904)                                    | Barbara Neuhaus              |
| 1985               | Das große Geheimnis der Bow Street (The Big Bow Mystery) (nach einer alten Übersetzung bearbeitet)                                                 | Israel Zangwill                             | 2 Erzählungen (2. Erzählung: Die graue Perücke) | Reinhard Lehmann             |
| 1985/1986/1988     | Die Tigerin | Walter Serner                               | Roman (1925)                                    | Joachim Schreck              |
| 1985/1990          | Der Prozeß Graef | Paul Lindau                                 | Gerichtsreportagen                              | Hans Joachim Kruse           |
| 1986               | Unterm Birnbaum. Ellernklipp | Theodor Fontane                             | 2 Novellen                                      | ohne Nachwort                |
| 1986               | Wilson, der Spinner (Pudd’nhead Wilson) (Übersetzung: Dr. Reinhild Bohnke)                                                                         | Mark Twain                                  | Roman (1894)                                    | ohne Nachwort                |
| 1987               | Das Geheimnis vom Brintnerhof | Erich Ebenstein (Pseud. für Annie Hruschka) | Roman (1924)                                    | ohne Nachwort                |
| 1987/1990          | Ein Drama auf der Jagd (Драма на охоте) (Übersetzung: Hartmut Herboth)                                                                             | Anton Tschechow                             | Roman (1884)                                    | ohne Nachwort                |
| 1988               | Andrea Delfin. Fräulein Johanne | Paul Heyse                                  | 2 Erzählungen                                   | Helge Martini                |
| 1988               | Die Reise nach Tilsit | Hermann Sudermann                           | Erzählungen aus: Litauische Geschichten(1917)   | Helge Martini                |
| 1988               | Wachtmeister Studer | Friedrich Glauser                           | Roman (1936)                                    | Reinhard Hillich             |
| 1989               | Akte 113 (Le Dossier N° 113) (Überarbeitet nach einer alten Ausgabe)                                                                               | Émile Gaboriau                              | Roman (1867)                                    | ohne Nachwort                |
| 1989               | André Cornélis (Übersetzung: Marie Lauer) | Charles-Joseph-Paul Bourget                 | Roman (1887)                                    | Irene Kruse                  |
| 1989               | Das Geheimnis des Alten (nach einer alten Übersetzung bearbeitet von Helge Martini)                                                                | Sven Elvestad                               | Erzählungen                                     | Hainer Plaul                 |
| 1990               | Das Verbrechen von Orcival (Le crime d’Orcival) (Übersetzung: Bernhard Thieme)                                                                     | Émile Gaboriau                              | Roman (1867)                                    | ohne Nachwort                |
| 1990               | Stopfkuchen. Eine See- und Mordgeschichte | Wilhelm Raabe                               | Roman (1891)                                    | Barbara Neuhaus              |
| 1990               | Das schwarze Kabinett und Soziale Schattenbilder                                                                                                   | Leopold von Sacher-Masoch                   | Ein Roman (1882) und Erzählungen (1873)         | Karl Emmerich                |
| 1990               | Catherine. Geschichte eines Verbrechens (Catherine) (Übersetzung: Irene Kruse)                                                                     | William Makepeace Thackeray                 | Roman (1839/40)                                 | Irene Kruse (Vorwort)        |